# Cassipourea madagascariensis
Cassipourea madagascariensis là một loài thực vật có hoa trong họ Rhizophoraceae. Loài này được (Thouars) DC. mô tả khoa học đầu tiên năm 1828.